# Frances Villiers, grevinna av Jersey
Frances Villiers, grevinna av Jersey, född 1753, död 1821, var en brittisk hovfunktionär. Hon var älskarinna till den blivande Georg IV av Storbritannien mellan 1793 och 1807.
Hon var dotter till Philip Twysden och gifte sig 1770 med George Villiers, 4th Earl of Jersey. Hon beskrivs som en förtrollande blandning av skönhet, charm och sarkasm.  
Hon var omtyckt av drottning Charlotte och inledde 1793 ett förhållande med tronföljaren. Hon hjälpte till att övertala kronprinsen att gifta sig med Caroline av Braunschweig och utnämndes till brudens Lady of the Bedchamber, liksom hennes make blev brudgummens Master of Horse. Hon ska ha bidragit till att kronprinsessan Charlotte trivdes illa vid det brittiska hovet, men eftersom hon inte bara var omtyckt av kronprinsen utan även av drottningen var hennes position vid hovet säker, och hon ska ha dominerat kronprinsens liv och styrt hans hushåll, trots att hon fick dela honom med Maria Fitzherbert. Från 1803 utmanades dock hennes position av Isabella Seymour-Conway, markisinna av Hertford, som 1807 slutgiltigt ersatte henne. 